# Ашкілеу-Мік
Ашкілеу-Мік (рум. Așchileu Mic) — село у повіті Клуж в Румунії. Входить до складу комуни Ашкілеу.
Село розташоване на відстані 350 км на північний захід від Бухареста, 26 км на північний захід від Клуж-Напоки.

## Населення
За даними перепису населення 2002 року у селі проживали 403 особи.
Національний склад населення села:
| Національність | Кількість осіб | Відсоток |
| -------------- | -------------- | -------- |
| румуни         | 299            | 74,2%    |
| цигани         | 71             | 17,6%    |
| угорці         | 33             | 8,2%     |

Рідною мовою назвали:
| Мова      | Кількість осіб | Відсоток |
| --------- | -------------- | -------- |
| румунська | 317            | 78,7%    |
| циганська | 54             | 13,4%    |
| угорська  | 32             | 7,9%     |